# Alexandru Bulucz

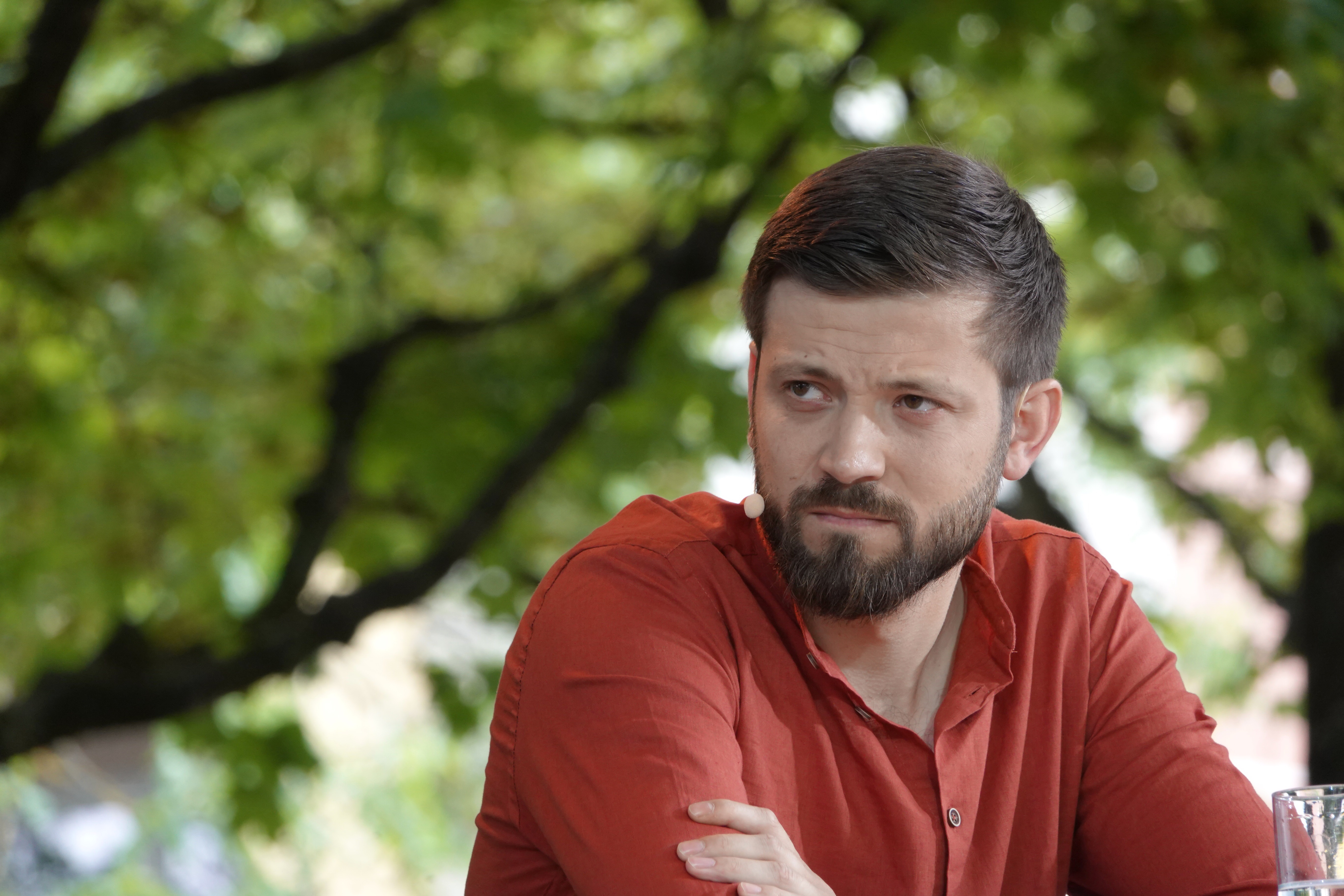
Alexandru Bulucz beim Ingeborg-Bachmann-Preis 2022

Alexandru Bulucz (* 1987 in Alba Iulia, Sozialistische Republik Rumänien) ist ein deutscher Lyriker, Literaturkritiker, Übersetzer und Herausgeber.

## Leben und Werk
Alexandru Bulucz wuchs in Alba Iulia auf und emigrierte mit seiner Mutter und seiner Schwester im Jahr 2000 nach Deutschland. Er hatte Aufenthalte in Aschaffenburg und Bad Sooden-Allendorf, wo er im dortigen Sportinternat im Jahr 2008 seine Hochschulreife erlangte. 2008 nahm er das Magisterstudium der Germanistik und der Allgemeinen und Vergleichenden Literaturwissenschaft an der Johann Wolfgang Goethe-Universität in Frankfurt am Main u. a. bei Werner Hamacher auf, das er 2016 abschloss.
Seit 2013 veröffentlicht er regelmäßig Lyrik in Literaturzeitschriften und Anthologien sowie Artikel und Rezensionen in Onlinefeuilletons, Print und Rundfunk. 2015 gründete er die philosophische Gesprächsreihe Einsichten im Dialog in der Edition Faust. Der erste Band der Reihe war Sterbliche Gedanken, ein Gespräch mit dem Philosophen Dieter Henrich. Er übersetzte unter anderem Jean-Luc Nancy aus dem Französischen und Alexandru Vona, Eugène Ionesco, Moni Stănilă und Andra Rotaru aus dem Rumänischen ins Deutsche. Sein Lyrikdebüt erschien 2016. Seine Lyrik wurde in mehrere Sprachen übersetzt. Seit 2020 ist er Autor im Schöffling-Verlag. Er war bis April 2024 langjähriger Redakteur des Onlinemagazins Faust-Kultur, für das er seit 2013 schrieb. Seit 2017 bespricht er lyrische Neuerscheinungen für den „Büchermarkt“ des Deutschlandfunk.
Bulucz ist Mitgründer des PEN Berlin und ist bis November 2024 zweieinhalb Jahre dessen Vorstandsmitglied gewesen.
Bulucz lebt und arbeitet in Berlin.

## Auszeichnungen

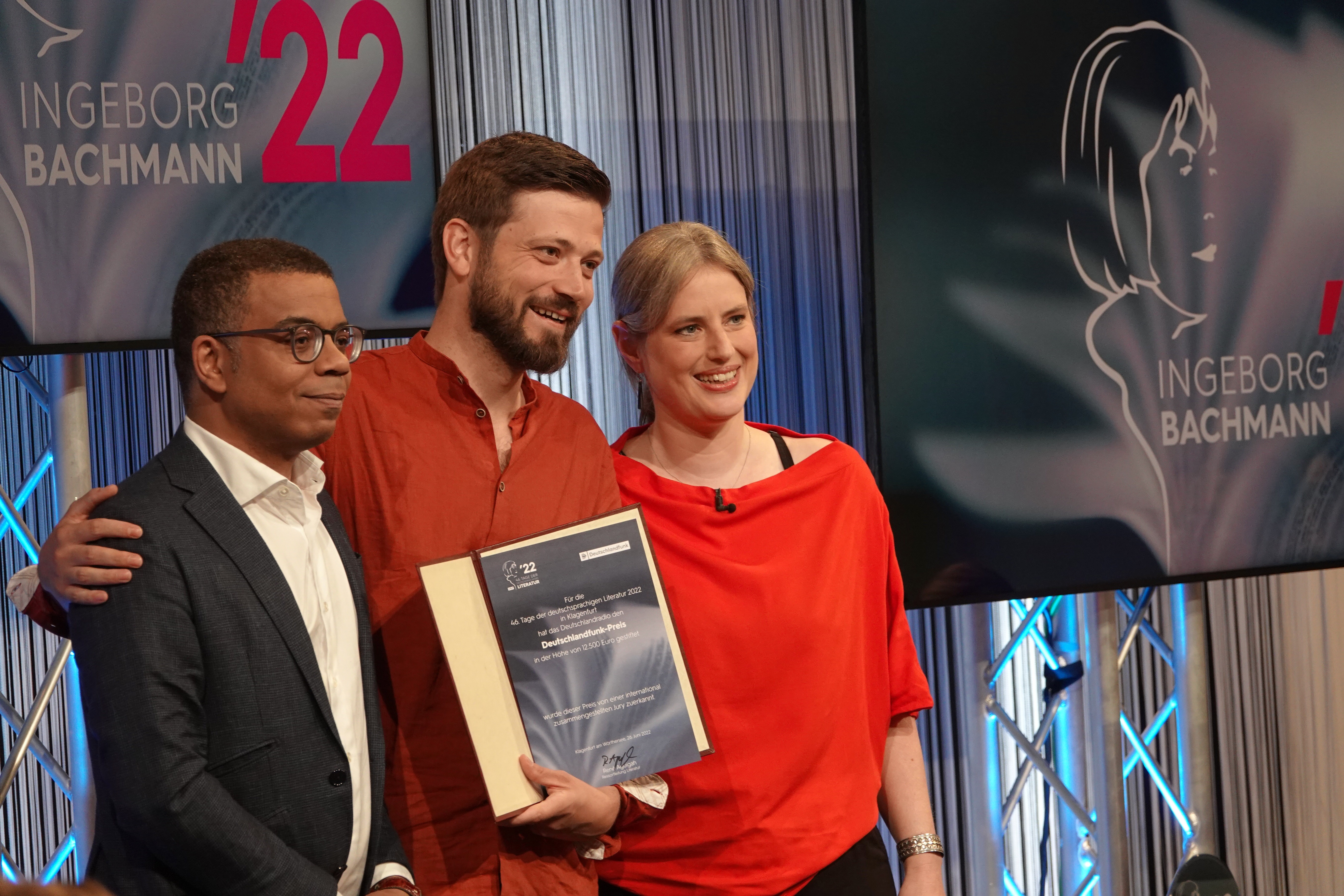
Deutschlandfunkpreis – mit René Aguigah und Insa Wilke (2022)

- 2024 Hölty-Preis für Lyrik der Landeshauptstadt und der Sparkasse Hannover für sein bisheriges Werk[3][4]
- 2024 Horst Bingel-Preis für Literatur für sein bisheriges Werk[5] zu gleichen Teilen mit Björn Kuhligk und Katja Petrowskaja
- 2022 Deutschlandfunk-Preis beim Ingeborg-Bachmann-Preis für die Erzählung "Einige Landesgrenzen weiter östlich, von hier aus gesehen"[6]
- 2019 Wolfgang-Weyrauch-Förderpreis beim Literarischen März[7]

## Publikationen (Auswahl)

### Als Autor
- Alexandru Bulucz: "Es drängt dich zu schreiben, als ob du mit dem Leben im Rückstand wärst". Annäherung an René Char (Reihe "Zwiesprachen" der Stiftung Lyrik Kabinett München), hrsg. v. Holger Pils, Heidelberg (Das Wunderhorn) 2025.[8]
- Alexandru Bulucz: Stundenholz. Gedichte,  Frankfurt am Main (Schöffling & Co.) 2024, ISBN 978-3-89561-508-5
- Alexandru Bulucz: was Petersilie über die Seele weiß. Gedichte, Frankfurt am Main (Schöffling & Co.) 2020.[9][10]
- Alexandru Bulucz: Aus sein auf uns. Gedichte, München (Lyrikedition 2000) 2016.

### Als Herausgeber (Auswahl)
- Stanisław Barańczak: Ethik und Poetik. Skizzen 1970–1978, aus dem Polnischen von Mateusz Gawlik und Jakub Gawlik, hrsg. von Alexandru Bulucz, Ewa Czerwiakowski und Michael Krüger, Frankfurt am Main (Edition Faust) 2023.
- Werner Söllner: Schartige Lieder. Ausgewählte Gedichte, hrsg. von Susanne Söllner, Björn Jager, Nancy Hünger, Alexandru Bulucz, Frankfurt am Main (Edition Faust) 2021.
- Alexandru Bulucz, Beate Tröger, Evgenia Lopata (Hrsg.): Paul Celan, Frankfurt am Main 2020 (= Literaturbote 138/2020).
- Dieter Henrich: Von sich selbst wissen. Dieter Henrich erzählt über Erinnerung und Dankbarkeit, 2 CDs, Regie: Alexandru Bulucz und Klaus Sander, Wyk auf Föhr (supposé) 2020.
- Alexandru Bulucz (Hrsg.): Die 32 Schimmelarten des Joseph Brodsky. Gedichte und Fotos. Digitales Original. Berlin (mikrotext) 2019.
- Alexandru Bulucz, Paul-Henri-Campbell, Leonard Keidel (Hrsg.): „Es ist so dunkel, daß die Menschen leuchten“. Zum Werk von Werner Söllner, Heidelberg 2017 (= Die Wiederholung. Zeitschrift für Literaturkritik (Juli 2017), Heft 4).
- Hans-Jörg Rheinberger: Die Farben des Tastens. Der Philosoph Hans-Jörg Rheinberger im Gespräch mit Alexandru Bulucz, mit einem Nachwort von Alexandru Bulucz, Frankfurt am Main (Edition Faust) 2015 (= Einsichten im Dialog III).
- Peter Strasser: Der Tanz um einen Mittelpunkt. Der Philosoph Peter Strasser im Gespräch mit Alexandru Bulucz, mit einer Laudatio von Konrad Paul Liessmann, Frankfurt am Main (Edition Faust) 2015 (= Einsichten im Dialog II).
- Dieter Henrich: Sterbliche Gedanken. Der Philosoph Dieter Henrich im Gespräch mit Alexandru Bulucz, mit einem Nachwort von Alexandru Bulucz, Frankfurt am Main (Edition Faust) 2015 (= Einsichten im Dialog I).

### Als Übersetzer (Auswahl)
- Moni Stănilă: Metallische Igel. Gedichte, aus d. Rumän. v. Alexandru Bulucz, Berlin (edition.fotoTAPETA) 2024.
- Andra Rotaru: Tribar. Gedichte, aus d. Rumän. v. Alexandru Bulucz, Nettetal (ELIF Verlag) 2022.
- Eugène Ionesco: Elegien für kleine Wesen. Gedichte. Auswahl, übers. u. mit einer Vorbemerkung versehen v. Alexandru Bulucz, in: Sinn und Form 1/2022, S. 90–98.[11]
- Poesie aus Rumänien [12 Autoren und Autorinnen], in: Lichtungen 154/2018, S. 62–113.
- Alexandru Vona: Vitralii. Frühe Gedichte und Prosa, mit einem Nachwort v. Peter Henning, hrsg. u. aus d. Rumän. übs. v. Alexandru Bulucz, Frankfurt am Main (Edition Faust) 2014.
- Jean-Luc Nancy: Die Mit-Teilung der Stimmen, aus d. Frz. v. Alexandru Bulucz, Zürich u. Berlin (Diaphanes) 2014.

### Als Mitherausgeber der ZeitschriftOTIUM(Auswahl)
- OTIUM (Hrsg.): Bildungsnähe(n). Otium im Gespräch mit Norbert Abels, Janina Audick, Rolf Riehm, Jean-Luc Nancy, Sascha Nathan, Thomas Pletzinger, Valery Tscheplanowa, und Adam Zagajewski, Frankfurt am Main (Axel Dielmann-Verlag) 2014.

### Miszellen (Auswahl)
- Verstreute Gedichte in Zeitschriften: Gegenstrophe, L. Der Literaturbote, Lichtungen, Ostragehege, Sinn und Form, Sprache im technischen Zeitalter, Manuskripte und Wespennest und [Anthologien] all dies hier, Majestät, ist deins: Lyrik im Anthropozän (2016), Zwanzig Wege. Deutsch-arabische Poesie (2016), Lyrik-Taschenkalender (2016, 2017), Jahrbuch der Lyrik (2017), Wohnblockblues mit Hirtenflöte. Rumänien neu erzählen (2018), Aus Mangel an Beweisen (2018), Cinema (2019).
- Verstreute Besprechungen, Essays, Gespräche und Übersetzungen für: Berliner Zeitung, Deutschlandfunk, der Freitag, Faust-Kultur, FAZ, Manuskripte, Mütze, Neues Deutschland, NZZ, NZZ am Sonntag, Signaturen, Sinn und Form, Süddeutsche Zeitung, Tagesspiegel, taz, die tageszeitung.